# 구포 만세운동
구포 만세운동은 1919년 3월 29일에 구포시장에서 있었던 만세시위이다. 1000~2000명의 군중이 참여하여 9명이 부상하고, 42명이 체포되어 재판에 회부되었다.

## 전개
3월 중순에 구포가 고향인 경성의학전문학교 재학생 양봉근이 구포에 내려와 면서기로 근무하던 임봉래에게 경성의 만세 시위 소식을 전하며, 독립선언서를 전달하였다. 3월 하순에 임봉래, 윤경 등을 중심으로 청년들이 29일 구포장날을 거사일로 정하고 독립선언서와 태극기를 제작하였다. 이 때 대한독립만세라고 쓰인 현수막도 함께 만들었다. 거사 당일인 3월 29일 주동자들은 독립선언서와 태극기를 비밀리에 구포 지역 청년들에게 나누어주고 장에 참여한 장꾼 1,000여명과 더불어 만세를 높게외쳤다. 이때 김옥겸 외 11명이 일제 경찰에 검거되어 구포주재소에 구금되었다. 오후3시가 조금 넘은 시각, 1,200여명의 시위군중들이 검거된 자를 석방하라고 외치며 구포주재소로 몰려가 주먹과 곤봉으로 주재소 유리창을 파괴하고, 돌을 던졌다. 이에 일제 경찰이 시위군중에 발포하여 9명이 부상하였고, 총 42명이 검거되어 재판에 회부되었다.